# San Juan del Olmo
San Juan del Olmo – gmina w Hiszpanii, w prowincji Ávila, w Kastylii i León, o powierzchni 30,52 km². W 2011 roku gmina liczyła 113 mieszkańców.